# (16645) Aldalara
(16645) Aldalara – planetoida z grupy pasa głównego planetoid okrążająca Słońce w ciągu 3 lat i 190 dni w średniej odległości 2,31 j.a. Została odkryta 22 września 1993 roku w obserwatorium w Meridzie przez wenezuelskiego astronoma Orlando Naranjo. Nazwa planetoidy pochodzi od stowarzyszenia astronomów amatorów ALDA (Asociación Larense de Astronomía) ze stanu Lara w Wenezueli. Przed nadaniem nazwy planetoida nosiła oznaczenie tymczasowe (16645) 1993 SP3.